# Nicole Muñoz
Pour les articles homonymes, voir Muñoz.
Nicole Muñoz, née le 24 juin 1994 à Vancouver, est une actrice canadienne.

## Biographie
Elle a commencé sa carrière enfant, apparaissant dans plusieurs spots publicitaires et séries télévisées. Elle a obtenu son premier rôle récurrent en 2009 dans la série  Defying Gravity. Elle est connue pour son rôle dans la série Defiance. 
Au cinéma, elle est apparue dans plusieurs films comme  Les Quatre Fantastiques (2005), Pathfinder (2007) ou encore  Another Cinderella Story (2008) (elle est nommée au Young Artist Award pour ce film). 
En 2017, elle tourne dans le second film du réalisateur canadien Adam MacDonald,  Pyewacket, aux côtés de Laurie Holden. Elle y joue le rôle d'une adolescente qui cherche à se débarrasser d'une mère instable en faisant appel à la sorcellerie.
L'année suivante, elle rejoint la distribution du film A Score to Settle, avec Nicolas Cage et Benjamin Bratt.
Elle a également interprétée le rôle de Bella dans le film centerstage : on pointe en 2016.

## Filmographie

### Cinéma
- 2005 :  Les Quatre Fantastiques : La petite fille
- 2005 : Fetching Cody : Cody jeune
- 2006 : The Tooth Fairy : Pamela Wagner
- 2007 : Pathfinder : La petite sœur
- 2007 : The Last Mimzy : L'enfant aux bretelles
- 2007 : Zero Hour : Sarah
- 2007 : Dear Grandmother (court métrage) : Merry McFayden
- 2007 : Bratz Kidz: Sleep-Over Adventure : Cloe
- 2008 : Another Cinderella Story : Mary jeune à 11 ans
- 2008 : Run Rabbit Run : L'enfant du Skate Park
- 2008 : Danse ta vie 2 : Bella Parker
- 2009 : Hardwired : La jeune fille
- 2010 : Tooth Fairy : Kelly
- 2010 : Marmaduke : 3e OC Girl
- 2014 : Hey, Allison (court métrage) : Allison
- 2016 : "Danse ta vie : L'affrontement" : Bella Parker
- 2017 :  Gregoire : Laura
- 2017 :  Pyewacket : Leah
- 2019 : Froide Vengeance : Isha

### Télévision
- 2004 : Jeremiah (série télévisée) : La petite fille
- 2004 : Da Vinci's Inquest (série télévisée) : La fille de Dino
- 2005 : Godiva's (série télévisée) : La fille de Sick
- 2005 : Tru Calling : Compte à rebours (série télévisée) : La petite fille
- 2005 : The Dead Zone (série télévisée) : Eva Cortes jeune
- 2005 : Stargate Atlantis (série télévisée) : Hedda
- 2006 : A Girl Like Me: The Gwen Araujo Story (téléfilm) : Chita à 10 ans
- 2006 : Supernatural (série télévisée) : Nora
- 2006 : Imaginary Playmate (téléfilm) : Candace Brewer
- 2007 : Nobody (téléfilm) : Rose
- 2007 : A Family Lost (téléfilm) : Claire Williamson
- 2007 : Une rivale dans la maison (téléfilm) : Lily
- 2007 : Masters of Science Fiction (mini-série) : La fille effrayée
- 2009 : The Guard : Police maritime (série télévisée) : La babysitter
- 2009 : Defying Gravity (série télévisée) : La fille palestinienne
- 2009 : Sanctuary (série télévisée) : Jessica Mitchell
- 2012 : The Music Teacher (téléfilm) : Molly
- 2013 : Rita (téléfilm) : Trina
- 2013 : Chupacabra vs. the Alamo (téléfilm) : Sienna Seguin
- 2013 : Hemlock Grove (série télévisée) : Hermila
- 2013 : Baby Sellers (téléfilm) : Dolorita
- 2013 : Scarecrow (téléfilm) : Maria
- 2015 : Abducted Love (téléfilm) : Casey Bradshaw
- 2014-2015 : Once Upon a Time (série télévisée) : Lily jeune
- 2015 : Fatal Friends (téléfilm) : Allison
- 2013-2015 : Defiance (série télévisée) : Christie McCawley / Christie Tarr
- 2015 : Stolen Daughter (téléfilm) : Megan
- 2015 : Une rentrée qui tourne mal (Sorority Murder) (téléfilm) : Alex Johnson
- 2015 : Mark & Russell's Wild Ride (téléfilm) : Angela
- 2016 : Center Stage: Dance Camp (téléfilm) : Bella Parker
- 2016 : Home (téléfilm) : Danica
- 2019 - 2021 : Van Helsing (série télévisée) : Jack
- 2020 : Les 100 (série télévisée) : Lucy
- 2020 : Supernatural (série télévisée) :  Sylvia, fille du pasteur Joe (saison 15 épisode 15)
- 2021 : Two Sentences of Horror Stories (série télévisée) : Sofia
- 2021- 2022 : Diggstown (série télévisée) : Ellery Lopez
- 2016 : L'internat de la honte (téléfilm) : Sofia
- 2021- 2022 : A Million Little Things (série télévisée) : Vali
- 2024 : Wild Cards (série télévisée) : Summer Lake
- 2024 : Tracker (série télévisée) : Daniela Barrera
- 2024 : Sight Unseen (série télévisée) : Chloe